# Que Sera Sera (album)
Que Sera Sera är ett musikalbum av den amerikanske sångaren och gitarristen Johnny Thunders (tidigare i New York Dolls). Albumet spelades mestadels in våren 1985 i London med kompbandet The Black Cats och flertalet kända gästmusiker. Titellåten spelades in först 1987 och släpptes på en reviderad utgåva av albumet.

## Låtar
Alla låtar skrivna av Johnny Thunders om inte annat anges.

### LP-utgåva
1. "Short Lives" (Thunders, Patti Palladin)
2. "M.I.A."
3. "I Only Wrote This Song For You"
4. "Little Bit of Whore"
5. "Cool Operator"
6. "Blame it on Mom"
7. "Tie Me Up" (Thunders, Patti Palladin)
8. "Alone in a Crowd"
9. "Billy Boy"
10. "Endless Party" (Thunders, David Johansen)

### CD-utgåva
1. "Short Lives" (Thunders, Patti Palladin) (Johnny's Remix)
2. "M.I.A."
3. "I Only Wrote This Song For You"
4. "Little Bit of Whore"
5. "Cool Operator"
6. "Blame it on Mom"
7. "Tie Me Up" (Thunders, Patti Palladin)
8. "Alone in a Crowd"
9. "Billy Boy"
10. "Endless Party" (Thunders, David Johansen)
11. "Que Sera, Sera" (Livingston, Evans)
12. "Short Lives" (Original Mix)
13. "Cool Operator" (Black Cat Remix)

## Medverkande
- Johnny Thunders - gitarr, sång, producent
- John Perry - gitarr, keyboard
- Henri Paul - gitarr
- Nasty Suicide - gitarr
- Wilko Johnson - gitarr
- Keith Yon - bas
- Glen Matlock - bas
- Billy Rath - bas
- Patti Palladin - sång, kastanetter
- Mike Monroe - saxofon, munspel
- John "Irish" Earle - saxofon
- Dave Mackintosh - trummor
- Tony St. Helene - trummor
- Jerry Nolan - trummor
- Stiv Bators - trummor